# William Wither Beach
Pour les articles homonymes, voir Beach.
William Wither Beach, né le 25 décembre 1826 et mort le 3 août 1901 à Londres, est un homme politique britannique.

## Biographie
Fils unique, il hérite de son père le titre d'écuyer ainsi qu'un important domaine foncier dans le Hampshire, à l'âge de 29 ans. « Comme beaucoup d'autres membres de sa famille », il est éduqué à Eton College puis à l'université d'Oxford. Il y excelle notamment comme athlète. Il devient un membre pré-éminent de la franc-maçonnerie, et notamment Grand Maître de la branche provinciale de l'ordre pour le Hampshire. En 1857 il épouse Caroline Chichester Clevland, dont il aura trois enfants,.
Il entre en politique nationale cette même année, élu député de la circonscription de Hampshire-nord sous l'étiquette du Parti conservateur. Il demeurera député jusqu'à sa mort, prenant peu souvent la parole dans l'enceinte de la Chambre des communes mais étant actif dans de nombreuses commissions parlementaires. En 1899 il est reconnu comme « doyen de la Chambre », étant le député en exercice qui siège depuis le plus longtemps sans interruption. Il est fait membre du Conseil privé en 1900. Il meurt l'année suivante, renversé par un cabriolet à Parliament Street à Londres. C'est Michael Hicks Beach, fils de son cousin, qui lui succède alors comme doyen de la Chambre des communes,.